# ヴァイパー・ファルコン
ヴァイパー・ファルコン（Viper Falcon）は、アメリカ合衆国の観測ロケット。2段式ロケットで、1段目にヴァイパーI、2段目にファルコンを使用した。1960年のTP Annie Aeronomyミッションに使用された。

## データ
- 状態: 退役（1960）
- 全長: 3.50 m
- 直径: 0.17 m
- 高度: 80 km
- 初使用: 1960.08.13.
- 打上げ数: 2